# Dichoteleas indicus
Dichoteleas indicus är en stekelart som beskrevs av Saraswat 1982. Dichoteleas indicus ingår i släktet Dichoteleas och familjen Scelionidae. Inga underarter finns listade i Catalogue of Life.